# Município de Crane (condado de Paulding, Ohio)
Localização do Ohio nos E.U.A.
O município de Crane (em inglês: Crane Township) é um município localizado no condado de Paulding no estado estadounidense de Ohio. No ano 2010 tinha uma população de 1420 habitantes e uma densidade populacional de 15 pessoas por km².

## Geografia
O município de Crane encontra-se localizado nas coordenadas 41° 12′ 37″ N, 84° 37′ 28″ O. Segundo o Departamento do Censo dos Estados Unidos, o município tem uma superfície total de 94.68 km², da qual 93,62 km² correspondem a terra firme e (1,12 %) 1,06 km² é água.

## Demografia
Segundo o censo de 2010, tinha 1420 pessoas residindo no município de Crane. A densidade de população era de 15 hab./km².